# Stade Hacene Bourtal
Le Stade Hacène Bourtal précédemment connu sous le nom de Hippodrome est un stade de football situé dans la ville de Constantine, en Algérie, construit à l'époque coloniale française. Il est le stade résident du Mouloudia Baladiat Constantine.